# Verwaltungsverband Berggießhübel-Land
Der Verwaltungsverband Berggießhübel-Land war ein Verwaltungsverband in Sachsen. Er existierte fünf Jahre lang von 1994 bis 1999. Hauptort des Verbandes war die Stadt Berggießhübel. Das Verbandsgebiet befand sich am Übergang zwischen der Sächsischen Schweiz und dem Osterzgebirge im Landkreis Sächsische Schweiz nahe der Grenze zu Tschechien.

## Geschichte
Der Verwaltungsverband Berggießhübel-Land wurde mit Wirkung zum 1. Januar 1994 durch fünf Gemeinden des Landkreises Pirna gegründet. Dies waren:
- Stadt Berggießhübel mit Zwiesel und Oelsen
- Gemeinde Cotta mit Cotta A und Cotta B
- Gemeinde Dohma
- Gemeinde Langenhennersdorf mit Bahra und Forsthaus
- Gemeinde Bahratal mit Markersbach und Hellendorf

Drei Monate nach Verbandsgründung erfolgte eine Gebietsvergrößerung, als Goes am 1. März 1994 nach Dohma eingemeindet wurde. Mit dem Inkrafttreten der ersten sächsischen Kreisgebietsreform am 1. August 1994 wurde das Verbandsgebiet Teil des neuen Landkreises Sächsische Schweiz. Mit Wirkung zum 1. Januar 1998 schloss sich Cotta der Gemeinde Dohma an und schied folglich aus dem Verwaltungsverband aus.
Im Gemeindegebietsreformgesetz Oberes Elbtal/Osterzgebirge, das der sächsische Landtag am 28. Oktober 1998 beschlossen hatte, war unter anderem die Auflösung des Verwaltungsverbandes vorgesehen. Aus Berggießhübel, Langenhennersdorf, Bahratal und Bad Gottleuba entstand am 1. Januar 1999 die neue Stadt Bad Gottleuba-Berggießhübel. Dohma blieb eigenständig, bildete aber ab dem 1. Januar 2000 eine Verwaltungsgemeinschaft mit Pirna. Der Verwaltungsverband Berggießhübel-Land wurde daraufhin aufgelöst. Eine Klage gegen die Auflösung des Verbandes scheiterte.